# 坎培拉醫院
坎培拉醫院（英語：Canberra Hospital），位於澳大利亞首都坎培拉的一所醫院，亦是澳洲國立大學醫學院及坎培拉大學護士學院的教學醫院，由和登谷醫院及皇家坎培拉醫院合併而成，並於1996年改為現名。